# Kabinett Konoe I

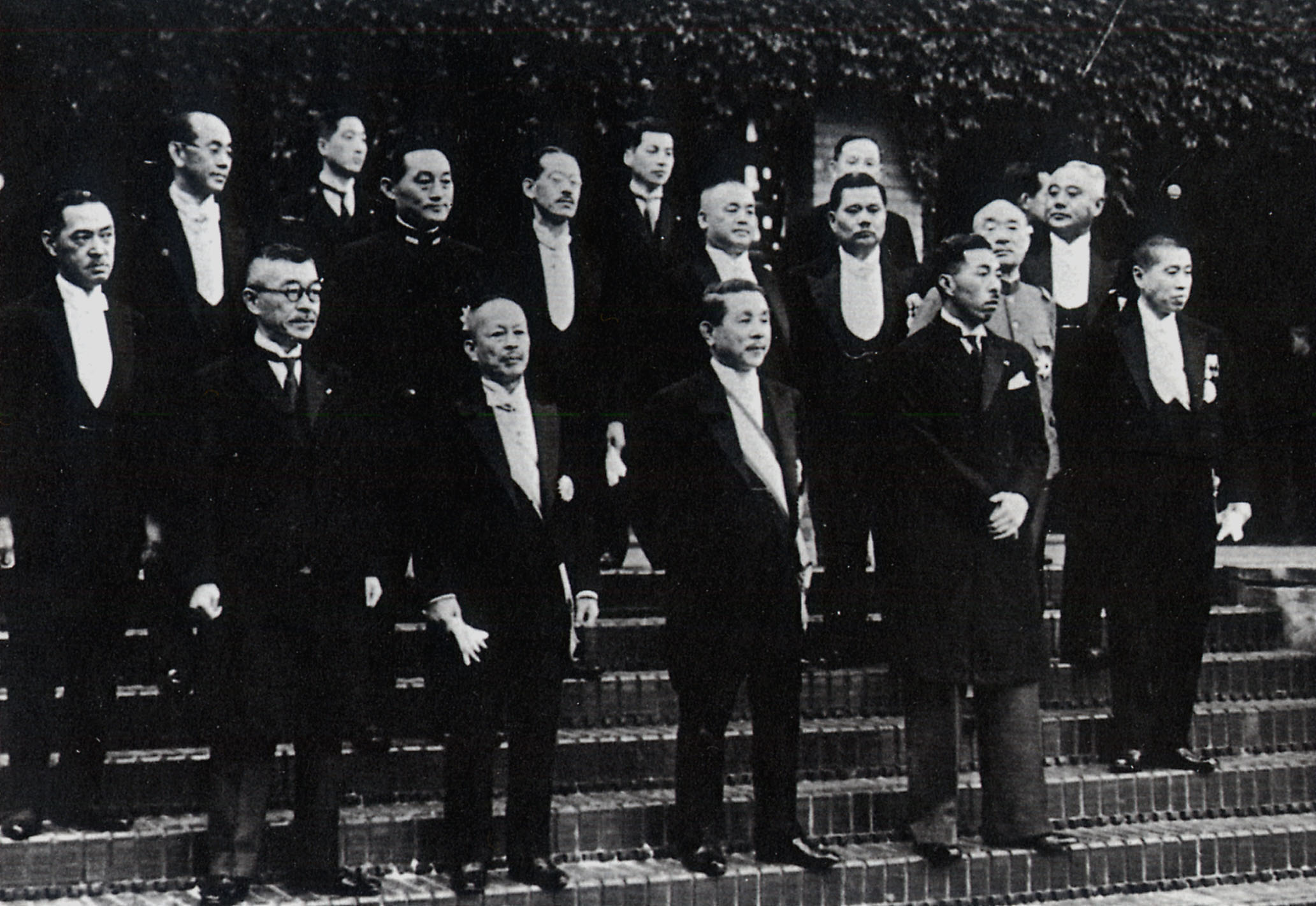
Kabinett Konoe, 4. Juni 1937

Das Kabinett Konoe I (jap. 第一次近衛内閣, dai-ichiji Konoe naikaku) regierte Japan unter Führung von Premierminister Konoe Fumimaro vom 4. Juni 1937 bis 5. Januar 1939.
| Amt                                          | Name                                   | Kammer (Wahlkreis) | Fraktion |
| -------------------------------------------- | -------------------------------------- | ------------------ | -------- |
| Premierminister                              | Konoe Fumimaro                         |                    |          |
| Außenminister                                | Hirota Kōki bis 26. Mai 1938           |                    |          |
| Außenminister                                | Ugaki Kazushige bis 30. September 1938 |                    |          |
| Außenminister                                | Konoe Fumimaro bis 29. Oktober 1938    |                    |          |
| Außenminister                                | Arita Hachirō bis 5. Januar 1939       |                    |          |
| Innenminister                                | Baba Eiichi bis 14. Dezember 1937      |                    |          |
| Innenminister                                | Suetsugu Nobumasa bis 5. Januar 1939   |                    |          |
| Finanzminister                               | Kaya Okinori bis 26. Mai 1938          |                    |          |
| Finanzminister                               | Ikeda Shigeaki bis 5. Januar 1939      |                    |          |
| Heeresminister                               | Sugiyama Hajime bis 3. Juni 1938       |                    |          |
| Heeresminister                               | Itagaki Seishirō bis 5. Januar 1939    |                    |          |
| Marineminister                               | Yonai Mitsumasa                        |                    |          |
| Justizminister                               | Shiono Suehiko                         |                    |          |
| Kultusminister                               | Yasui Eiji bis 22. Oktober 1937        |                    |          |
| Kultusminister                               | Kido Kōichi bis 26. Mai 1938           |                    |          |
| Kultusminister                               | Araki Sadao bis 5. Januar 1939         |                    |          |
| Minister für Landwirtschaft und Forsten      | Arima Yoriyasu                         |                    |          |
| Minister für Industrie und Handel            | Yoshino Shinji bis 26. Mai 1938        |                    |          |
| Minister für Industrie und Handel            | Ikeda Shigeaki bis 5. Januar 1939      |                    |          |
| Minister für Kommunikation                   | Nagai Ryūtarō                          |                    |          |
| Eisenbahnminister                            | Nakajima Chikuhei                      |                    |          |
| Kolonialminister                             | Ōtani Son‘yū bis 25. Juni 1938         |                    |          |
| Kolonialminister                             | Ugaki Kazushige bis 30. September 1938 |                    |          |
| Kolonialminister                             | Konoe Fumimaro bis 29. Oktober 1938    |                    |          |
| Kolonialminister                             | Hatta Yoshiaki bis 5. Januar 1939      |                    |          |
| Ministerium für Wohlfahrt ab 11. Januar 1938 | Kido Kōichi                            |                    |          |

## Andere Positionen
| Amt                        | Name                            |
| -------------------------- | ------------------------------- |
| Chefkabinettssekretär      | Kazami Akira                    |
| Leiter des Legislativbüros | Taki Masao bis 25. Oktober 1937 |
| Leiter des Legislativbüros | Funada Naka bis 5. Januar 1939  |